# 河内長野市立千代田中学校
河内長野市立千代田中学校（かわちながのしりつちよだちゅうがっこう）は、大阪府河内長野市にある公立中学校。

## 概要
高度経済成長期の1970年代、河内長野市のベッドタウン化に伴い長野地域のニュータウンの生徒数が増加。マンモス校化した河内長野市立長野中学校の過密化対策として、1975年（昭和50年） に同校から分離し、千代田地区に開校した。
学校敷地は、灰原池に延長240mの鉄筋コンクリート製の堤防を築き、池底のヘドロを化学処理で凝結させる形で、池の南半分を埋め立てて造成。校舎は普通教室24室、特別教室12室、養護学級教室1室でスタートした｡

## 沿革

### 年表
- 1975年（昭和50年）
  - 4月1日 - 河内長野市立長野中学校より分離開校（長野中学校内に仮校舎）。
  - 7月20日 - 本校舎が完成。
  - 9月1日 - 現在地での授業を開始。

## 通学区域
- 河内長野市立千代田小学校と河内長野市立楠小学校の通学区域

## 交通
- 千代田駅（南海高野線）より約500m。
- 汐ノ宮駅（近鉄長野線）より約1km。

## 著名な出身者
- 曽和利光 - 人事コンサルタント、株式会社人材研究所代表取締役社長
- 小野忠史 - プロサッカーJリーグの「ガンバ大阪」の代表取締役社長（第8代）
- 吉村洋文 - 弁護士。大阪府知事（公選第20代）
- 西村恭史 - サッカー選手。J1リーグ・清水エスパルスのミッドフィールダー